# Olayinka Sanni
Olayinka Ajike Sanni (Chicago Heights, 21 agosto 1986) è un'ex cestista statunitense con cittadinanza nigeriana, professionista nella WNBA.

## Carriera
È stata selezionata dalle Detroit Shock al secondo giro del Draft WNBA 2008 (18ª scelta assoluta).
Con la Nigeria ha disputato i Campionati mondiali del 2006 e due edizioni dei Campionati africani (2007, 2015).

## Palmarès
- Campionessa WNBA (2008)